# 江西省莲花中学
江西省莲花中学，或简称莲中，是中华人民共和国江西省的一所全日制公办高级中学。位于江西省萍乡市莲花县琴亭镇，坐落于小碧岭上，成立于1941年秋。校园地处北纬27°07′40.00″至27°07′49.70″，东径113°56′42.23″至113°56′56.20″之间。南北长约220米，东西宽约380米，校园总面积84000平方米，约126亩。:44

## 历史年表
1940年，莲花县民达成创办初级中学的协议，并选定象鼻岭（又称“小陂岭”）作为学校校址。建校一事由刘策勋负责筹办，后得到了江长春帮助。同时分别动用了崇正书院300亩、复礼书院学产200亩、郭家漕会会产100亩。1941年秋季，出身莲花县的中华民国陆军少将刘超寰独捐巨资，促成莲花县立初级中学建校，开始招生:2633。校舍为1933年国民党63师陈光中部所遗留下来的营房和马厩。1942年，学校使用刘超寰的捐资在营房前修建了可以容纳200余人的大礼堂，教员称之为“四合院”:2。1943年春季，学校聘请留日留德学者、柏林大学经济博士、林业经济学家朱刚夫（又名朱江户）为学校校长。同年，学校开设了简易师范班。1944年，该校首届初中学生毕业，同年，日本军队入侵莲花县并焚毁了校藏图书。1949年，学校首届简易师范生毕业。同年8月底，中国人民解放军占领莲花县，学校由甫成立的莲花县人民政府接管并开学复课。中华人民共和国建立后，学校于1950年9月，开办高中班，并更名为“莲花县立中学”:2636，为莲花县第一所完全中学，同年，私立复礼中学并入该校。
1951年9月，学校废除高中部，其招收的高中生均转入江西省立永新中学，校名改为莲花县立初级中学。1958年9月，复设高中班。在1966年至1976年文化大革命期間，該校的教師曾遭到批鬥、正常教學秩序遭到嚴重破壞。文化大革命结束后，学校恢复正常教学活动，1980年，该校获列為江西省教委通過的104所重點中學之一:2637。1988年，列为江西省体育传统项目学校，同年，美籍华人李球为该校捐资建设图书馆，故该馆以李球父亲之名命名为“春农图书馆”:6。1992年8月11日，莲花县由吉安地区划归萍乡市管辖:95。1993年，坊楼中学、复礼中学高中部并入该校。
1994年，9月25日深圳中学副校长唐海海、政工处主任王坚前来考察。11月10日，校长周伯光与县教育局正、副局长刘丹、郭开仁等5人应邀前往深圳中学参加“情系老区、共同成长”联谊活动。11月17日，与深圳中学签订姊妹学校协定书。:335

## 现况
莲花中学主要面向所在地莲花县招收初中毕业生；作为江西省属重点中学，莲花中学的录取分数线高于同县其他高级中学，其培养的学生中也不乏考入北京大学及清华大学等中华人民共和国重点高校者。

## 历届校长
莲花中学建校后校长一度由县长兼任。后又因文化大革命，于1969-1978一度没有校长，职权归于革委会主任。
| 姓名   | 任职时间        | 实际职务       |
| ------ | --------------- | -------------- |
| 刘荫寰 | 1941-1941       | 县长兼校长     |
| 丘新民 | 1942-1942       | 县长兼校长     |
| 刘荫寰 | 1941-1943       | 名誉校长       |
| 朱刚夫 | 1943-1944.7     | 校长           |
| 贺俊昌 | 1944.8-1946.7   | 校长           |
| 李厥德 | 1947.2-1949.8   | 校长           |
| 赵拨轮 | 1949-1951       | 县长兼校长     |
| 徐晟   | 1950-1953       | 校长           |
| 齐隆刚 | 1954.8-1960.1   | 校长           |
| 刘银华 | 1961.10-1962.12 | 校长           |
| 王昌荣 | 1962-1963       | 校长           |
| 伍彬泉 | 1964-1966.4     | 校长           |
| 周林桂 | 1966.4-1966.10  | 校长           |
| 伍彬泉 | 1966.9-1969.12  | 校长           |
| 赵喜良 | 1969.11-1970.12 | 革命委员会主任 |
| 郭凤梧 | 1971-1976.9     | 革命委员会主任 |
| 孙林成 | 1978-1980       | 校长           |
| 谢宝文 | 1982-1990       | 校长           |
| 曾扬儒 | 1989-1991       | 校长           |
| 周伯光 | 1991-2002       | 校长           |
| 冯智武 | 2002-           | 校长           |

## 校园歌曲

### 老校歌
该校歌创作于建校早期（1941年-1943年），由时任教导主任刘乃祺（铁生）作词，刘兰英作曲。:331
现行校歌《青春荡漾在碧岭》于1995年由时任校长周伯光作词，教师李志谋作曲创作。该校歌曾于1995年获萍乡市校歌评比二等奖。
《碧岭之歌》为五四届毕业歌。由肖孟峻作词，李志谋作曲。《当钟声在呼唤的时候》由肖孟峻作词，李志谋作曲。《建设咱们的新莲中》由刘纫兰作词，贺国珍作曲。

## 姐妹学校
- 福田中学
- 深圳中学